# John Smith Flett
Sir John Smith Flett, född 26 juni 1869 i Kirkwall på Orkneyöarna, död 26 januari 1947 i Ashdon, Essex, var en skotsk geolog.
Flett studerade från 1886 humaniora, naturvetenskap och medicin vid Edinburghs universitet och utexaminerades som kirurg 1894. Efter att under en kort period ha varit verksam som läkare blev han assistent till geologen James Geikie vid nämnda universitet och därefter lecturer i petrologi. Fletts undersökning av "old red sandstone"-formationen på Orkneyöarna, beträffande dess stratigrafi och dess basiska gångar, var hans första betydelsefulla forskning, för vilken han erhöll doktorsgraden i Edinburgh 1900 och samma år invaldes i Royal Society of Edinburgh. 
År 1901 inträdde han i Geological Survey of Great Britain och erhöll därvid omfattande kännedom om den brittiska berggrunden. Tillsammans med Tempest Anderson studerade han den vulkaniska aktiviteten på Montagne Pelée på Martinique och La Soufrière på Saint Vincent i  Västindien. År 1911 blev han assistent till direktören för Geological Survey of Scotland. Han tilldelades Bigsbymedaljen 1909 och Wollastonmedaljen 1935, invaldes som Fellow of the Royal Society 1913 och som korresponderande ledamot av Geologiska Föreningen i Stockholm 1931.
Bland hans skrifter märks James Geikie: the Man and the Geologist (medverkan, 1917) och The First Hundred Years of the Geological Survey of Great Britain, 1835-1935 (1937).